# 夜須駅
夜須駅（やすえき）は、高知県香南市夜須町千切にある、土佐くろしお鉄道ごめん・なはり線の駅である。駅番号はGN33。
なお、1974年（昭和49年）3月31日まで、交差点を挟んだ反対側に土佐電気鉄道安芸線夜須駅が存在したが同線廃止に伴い、廃駅となっている。

## 歴史
- 2002年（平成14年）7月1日：土佐くろしお鉄道ごめん・なはり線の駅として開設。

## 駅構造

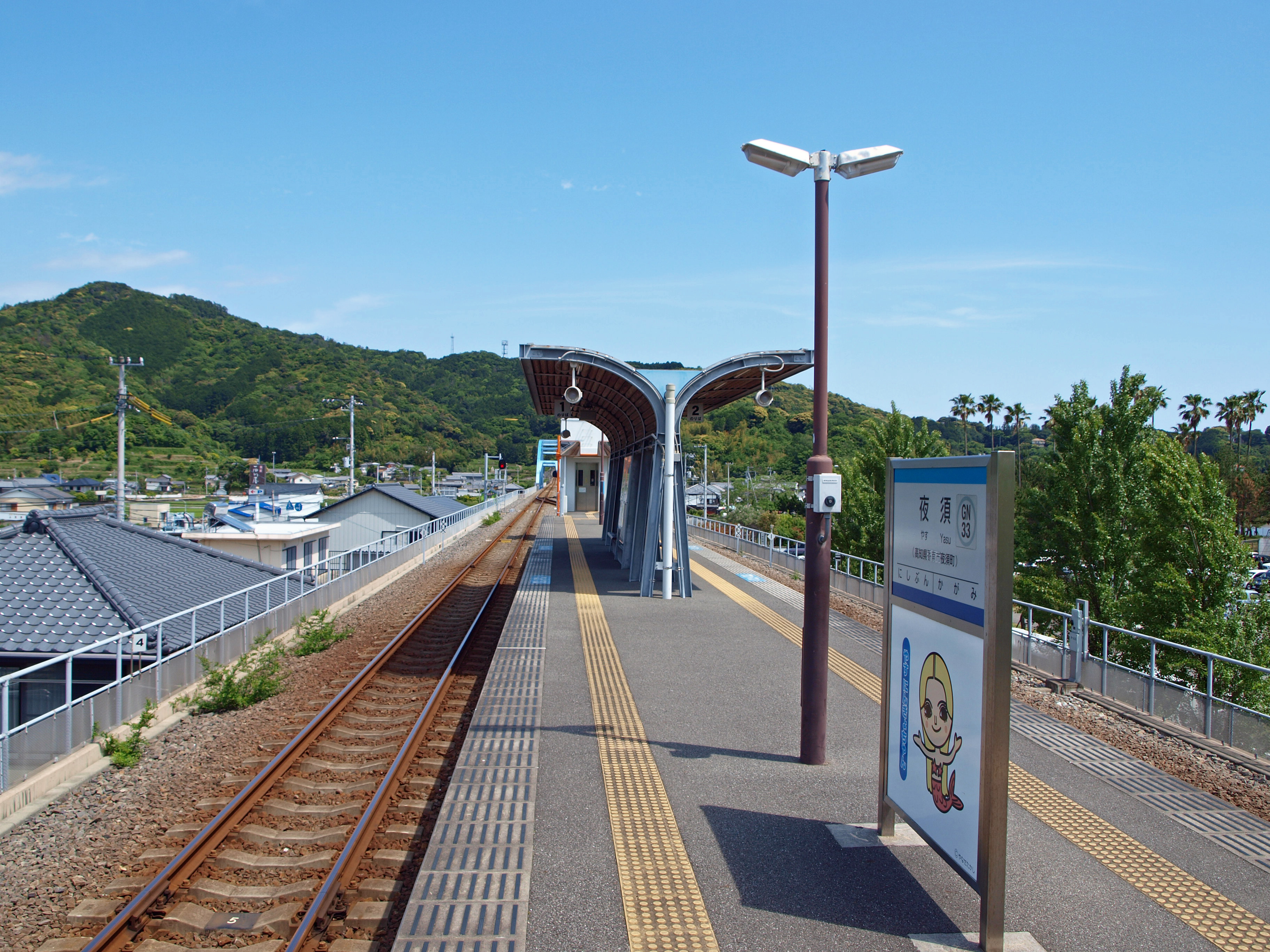
ホーム

島式ホーム1面2線を有する列車交換可能な高架駅。1番線を上下主本線、2番線を上下副本線とした1線スルーとなっており、設備も両方向の入線・発車が想定されているが、現時点でホームは方向別に使い分けられている。地上とホーム間を連絡するエレベーターがある。
無人駅。ホームへ上がる階段の踊り場に自動券売機が設置されている。

### のりば
| のりば | 路線              | 方向 | 行先             |
| ------ | ----------------- | ---- | ---------------- |
| 1      | ■ごめん・なはり線 | 上り | 安芸・奈半利方面 |
| 2      | ■ごめん・なはり線 | 下り | 後免・高知方面   |

※上記路線名は旅客案内上の名称（愛称）で表記している。

## 駅周辺
駅南方には「ヤ・シィパーク」（道の駅やす）があり、道の駅や海水浴場などの施設がある。駅の北方を国道55号が走っている。また、国民宿舎、リゾートホテル、ゴルフ場も車で10分程度の距離にある。
- 香南市夜須庁舎（旧・夜須町役場）
- 夜須郵便局
- 手結内港（国内最古の掘込港、手結港可動橋が架かる）
- 高知東部自動車道香南やすIC

## バス路線
| 系統       | 主要経由地                       | 行先     | 運行会社     | 備考       |
| ---------- | -------------------------------- | -------- | ------------ | ---------- |
|            | 和食、安芸営業所                 | 安芸駅   | 高知東部交通 |            |
|            | 野市龍河洞通、後免町、はりまや橋 | 桟橋車庫 | 高知東部交通 |            |
|            | 野市龍河洞通、後免町、はりまや橋 | 県庁前   | 高知東部交通 |            |
| 吉川下井線 | 岸本小学校前、吉川支所前         | のいち駅 | 香南市営バス | 火木運休   |
| 吉川横井線 | 岸本小学校前、横井               | のいち駅 | 香南市営バス | 火木運転   |
| 行間循環線 | 行間団地                         | 夜須駅   | 香南市営バス | 火木運休   |
| 羽尾線     | 夜須川、国光                     | 羽尾     | 香南市営バス |            |
| 羽尾細川線 | 夜須川、細川、国光               | 羽尾     | 香南市営バス |            |
| 国光線     | 夜須川                           | 国光     | 香南市営バス | 火木運転   |
| 国光細川線 | 夜須川、細川                     | 国光     | 香南市営バス | 月水金運転 |
| 住吉線     |                                  | 住吉     | 香南市営バス |            |

## イメージキャラクター

やす にんぎょちゃん

名称は「やす にんぎょちゃん」。ヤ・シィパークで毎年夏に開催される「ミスマーメイドコンテスト」に因んで、人魚をモチーフとしたキャラクターである。
なお、このキャラクターモニュメントは駅前広場に設置されている。

## その他
- 仮称は「手結駅（ていえき）」であった。なお土佐電気鉄道安芸線時代には、夜須駅の隣駅として「手結駅」が存在した。

## 隣の駅
土佐くろしお鉄道
■ごめん・なはり線
■快速
あかおか駅 (GN35) - 夜須駅 (GN33) - （安芸行1本のみ西分駅 (GN32)） - 和食駅 (GN31)
■普通
香我美駅 (GN34) - 夜須駅 (GN33) - 西分駅 (GN32)